# Шозе

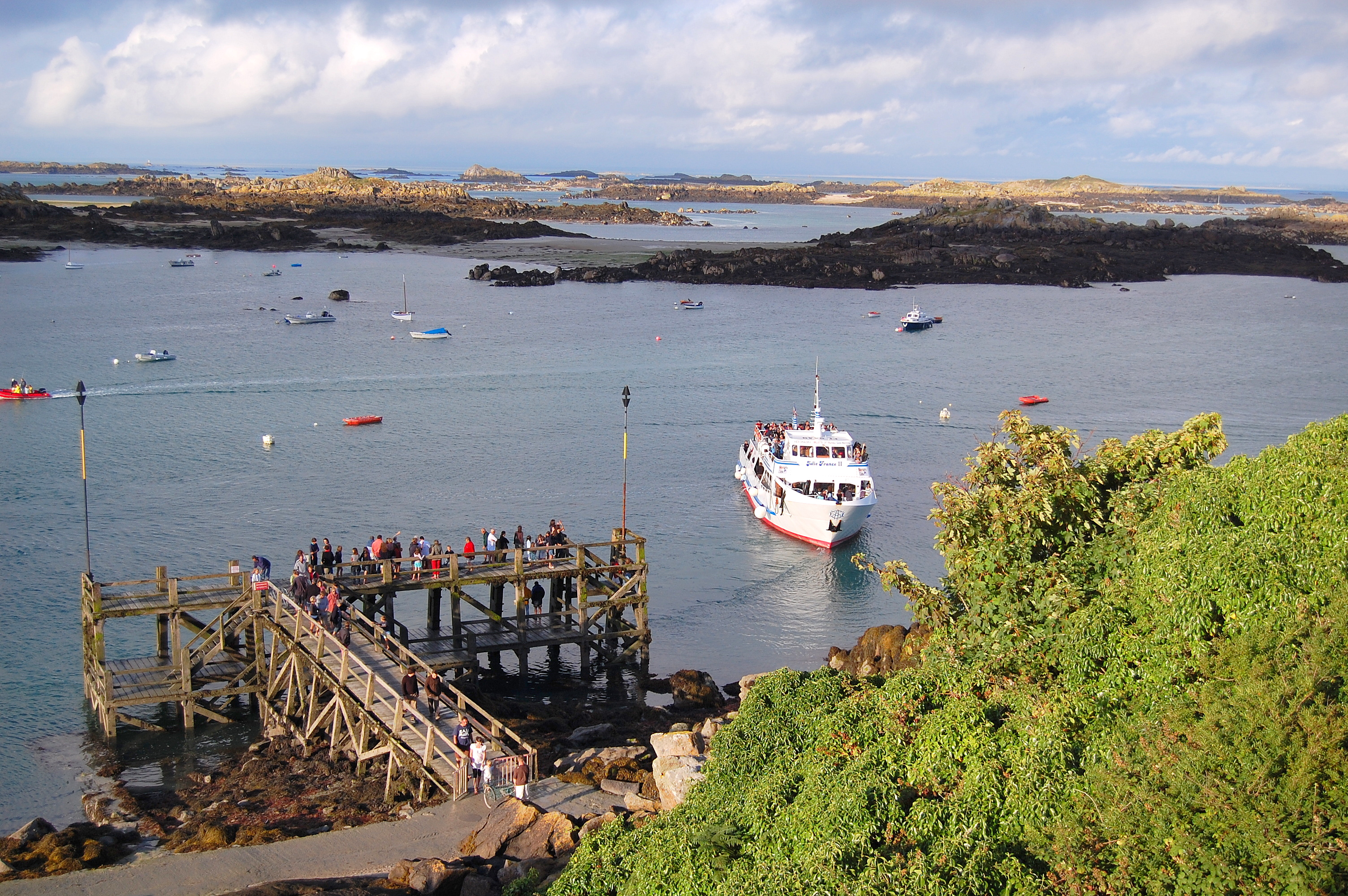
Прибуття на Гранд-Іль порома з міста Гранвіль

Шозе (фр. Chausey) — група невеликих островів, скель та мілин в Ла-Манші навпроти міста Гранвіль (департамент Манш (департамент), Франція).
Географічно архіпелаг належить до числа Нормандських островів, які розташовані північніше та перебувають під юрисдикцією Великої Британії, проте адміністративно острів є одним із районів комуни Гранвіль. За винятком Великого Острова (Гранд-Іль), де мешкають декілька рибальських родин, всі острови безлюдні.
До 1499 року островами володіли англійці, які до 1764 року вважали острови спірними. У XVI столітті, щоб закріпити французьку присутність, маршал Матіньйон наказав спорудити на острові Гранд-Іль фортецю, яка в 1859—1866 роках була перебудована за наказом Наполеона III.
Острови Шозе через свою важкодоступність та складний, багатий на печери рельєф завжди приваблювали контрабандистів. Після розформування гарнізону в 1906 році фортеця занепала, в Першу світову війну там тримали полонених німців. Пам'ятку старовини викупив та відреставрував промисловець Луї Рено, на честь якого він іменується «Замок Рено».
Під час припливу архіпелаг налічує 52 острівці, проте при відпливі їхнє кількість збільшується до 365. Висота припливу досягає 14 метрів — один з найвищих показників у Європі. Для пересування в шхерах традиційно використовуються плоскодонні човни типу дорі.